# Quinchamalium andinum
Quinchamalium andinum là một loài thực vật có hoa trong họ Schoepfiaceae. Loài này được Phil. miêu tả khoa học đầu tiên năm 1857.